# Pantepec
La città di Pantepec è a capo dell'omonimo comune, nello stato del Chiapas, Messico. Conta 1 557 abitanti secondo le stime del censimento del 2005 e le sue coordinate sono 17°11'N 93°03'W.

## Storia
I primi abitanti del comune furono gli zoque, successivamente arrivarono i toltechi e infine gli aztechi che si stabilizzarono su questo territorio. Nel periodo coloniale, gli zochi furono ripartiti nelle piantagioni e sfruttati dai conquistadores.

Dal 1983, in seguito alla divisione del Sistema de Planeación, è ubicata nella regione economica V: NORTE.

## Toponimia
Il nome Pantepec in lingua náhuatl significa "Monte sovrapposto".